# Agrilus mashunus
Agrilus mashunus es una especie de insecto del género Agrilus, familia Buprestidae, orden Coleoptera.
Fue descrita científicamente por Péringuey, 1908.